# Isabelle Borg
Isabelle Borg (Londra, 7 settembre 1959 – Malta, 23 settembre 2010) è stata un'artista maltese naturalizzata britannica.
Il suo lavoro è apparso in diverse mostre a Malta e a livello internazionale. 

## Biografia
Isabelle Borg è nata a Londra nel 1959 da padre maltese e madre italiana. Ha studiato pittura alla Camberwell School of Art di Londra, laureandosi in lettere (Hons) nel 1986. Ha conseguito un Master in Storia dell'arte nel 1994 e ha insegnato arte all'Università di Malta. Ha trascorso periodi della sua vita a Berlino e nel West Cork,. Fin da bambina ha viaggiato molto con la madre in Italia soggiornando in particolare a Firenze ed era una profonda conoscitrice del Trecento fiorentino (grande la sua passione per Giotto) e del Rinascimento. 
Ha fondato il Moviment Mara Maltija (Movimento delle donne maltesi) alla fine degli anni '80.
Borg è morta a Malta nel 2010, dopo aver sofferto di fibrosi polmonare idiopatica. Ha trascorso gli ultimi anni della sua vita lavorando nel suo studio di Floriana. Durante gli ultimi mesi della sua vita è stata attiva nel protestare contro le autorità di pianificazione di Malta, sostenendo che i lavori di costruzione che si svolgono accanto alla sua residenza stavano avendo un impatto negativo sulla sua qualità della vita, esacerbando ulteriormente la sua malattia e limitandola alla sua camera da letto, oltre ad avere un impatto negativo sul patrimonio culturale della zona.
Isabelle Borg ha esposto regolarmente le sue opere sia a Malta che a livello internazionale, in Irlanda, Inghilterra e Germania, tra gli altri. Le sue opere sono esposte al Museo Nazionale di Belle Arti di Malta. Ha partecipato a varie mostre collettive e ha pubblicato le sue ricerche. Una retrospettiva del suo lavoro si è svolta a Malta nel giugno 2017. I suoi soggetti includevano paesaggi, ritratti e figure astratte.